# Championnats d'Europe espoirs de tennis de table
Les Championnats d'Europe espoirs de tennis de table sont une compétition de tennis de table organisée par l'ETTU qui existent depuis 2017.
Ils regroupent chaque année les meilleurs jeunes espoirs européens. Ils correspondent à la catégorie des moins de 21 ans.
Ils décernent cinq titres : 
- simple messieurs et dames ;
- double messieurs et dames ;
- double mixte (depuis 2020).

## Palmarès[1]
| Année Lieu       | Messieurs               | Messieurs                         | Dames                | Dames                                 | Mixte                              |
| Année Lieu       | Simple                  | Double                            | Simple               | Double                                | Double                             |
| ---------------- | ----------------------- | --------------------------------- | -------------------- | ------------------------------------- | ---------------------------------- |
| 2025 Bratislava  | Flavien Coton           | Darius Movileanu Eduard Ionescu   | Anna Hursey          | Anna Hursey Mia Griesel               | Darius Movileanu Elena Zaharia     |
| 2024 Skopje      | Miłosz Redzimski        | Maciej Kubik Miłosz Redzimski     | Veronika Matiunina   | Elena Zaharia Bianca Mei Rosu         | Ivor Ban Hana Arapović             |
| 2023 Sarajevo    | Miłosz Redzimski        | Thibault Poret Hugo Deschamps     | Hana Arapović        | Mia Griesel Bianca Mei Rosu           | Samuel Kulczycki Zuzanna Wielgos   |
| 2022 Cluj-Napoca | Samuel Kulczycki        | Ivor Ban Csaba Andras             | Elena Zaharia        | Özge Yilmaz Ece Harac                 | Andrei Istrate Luciana Mitrofan    |
| 2021 Spa         | Ioánnis Sgourópoulos    | Adrien Rassenfosse Olav Kosolosky | Annett Kaufmann      | Özge Yilmaz Ece Harac                 | Rares Sipos Andreea Dragoman       |
| 2020 Varaždin    | Vladimir Sidorenko (ru) | Rares Sipos Cristian Pletea (de)  | Prithika Pavade      | Nolwenn Fort Leili Mostafavi          | Cristian Pletea (de) Adina Diaconu |
| 2019 Gondomar    | Ioánnis Sgourópoulos    | Darko Jorgić Peter Hribar         | Adina Diaconu        | Tin-Tin Ho (de) Karoline Mischek (en) | Non décerné                        |
| 2018 Minsk       | Tomáš Polanský          | Ibrahim Gunduz Abdulla Yigenler   | Maria Tailakova (ru) | Natalia Bajor (pl) Solomiya Brateyko  | Non décerné                        |
| 2017 Sotchi      | Tomislav Pucar          | Anders Lind Alexander Valuch      | Chantal Mantz (de)   | Lisa Lung (de) Eline Loyen            | Non décerné                        |

- Liste des médaillés aux Championnats d'Europe espoirs de tennis de table (en)